# アイミタガイ
『アイミタガイ』は、中條ていによる日本の小説。また、それを原作とする日本映画。斎藤緑雨文化賞長編小説賞受賞作。
五つのストーリーで構成された連作形式の短編集となっている。2013年4月13日に幻冬舎ルネッサンスから単行本が、2014年12月4日に文庫本が刊行された。
2024年に映画版が公開された。 

## あらすじ
- 定刻の王

- ハートブレイク・ライダー

- 幸福の果実

- 夏の終わり

- 蔓草

## 書籍情報
- 単行本 
  - 幻冬舎ルネッサンス、2013年4月13日、ISBN 978-4-779-00942-6
- 文庫本
  - 幻冬舎文庫、2014年12月4日、ISBN 978-4-344-42284-1

## 映画
2024年11月1日に公開された。監督は草野翔吾、主演は黒木華。
原作は連作形式だが、映画化にあたり一本の作品として再構成
されている。撮影は三重県桑名市や四日市市、津市、愛知県蟹江町、名古屋市で行われた。
第29回釜山国際映画祭で、キム・ジソク部門に正式出品された。

### キャスト
- 秋村梓：黒木華
- 小山澄人：中村蒼[1][6]
- 郷田叶海：藤間爽子[1][6]
- 稲垣範子：安藤玉恵[1][6]
- 中学生の梓：近藤華[1][6]
- 中学生の叶海：白鳥玉季[1][6]
- 車屋典明：吉岡睦雄[1][6]
- 羽星勝：松本利夫（EXILE）[1][6]
- 福永：升毅[1][6]
- 郷田朋子：西田尚美[1][6]
- 郷田優作：田口トモロヲ[1][6]
- 綾子：風吹ジュン[1][6]
- 小倉こみち：草笛光子[1][6]

### スタッフ
- 原作：中條てい『アイミタガイ』（幻冬舎文庫）
- 監督：草野翔吾
- 脚本：市井昌秀、佐々部清、草野翔吾[1][6]
- 音楽：富貴晴美[1][6]
- 主題歌：黒木華「夜明けのマイウェイ」[7]
- 製作総指揮：堤天心[6]
- 製作：本多利彦、小山洋平、小林敏之、鈴木早苗、佐竹一美、飯田義典、吉村和文[6]
- エグゼクティブ・プロデューサー：美濱浪万[6]
- 企画・プロデュース：宇田川寧[6]
- プロデューサー：田口雄介[6]
- アソシエイト・プロデューサー：江本優作[6]
- 撮影：小松高志[6]
- 照明：蒔苗友一郎[6]
- 美術：安宅紀史[6]
- 装飾：山田智也[6]
- 録音：齋藤泰陽[6]
- 音響効果：佐藤祥子[6]
- 編集：相良直一郎[6]
- 衣装：SAKAI[6]
- ヘアメイク：花岡恵[6]
- キャスティング：梓菜穂子[6]
- ミュージックスーパーバイザー：杉田寿宏[6]
- 助監督：ジャパ[6]
- 制作担当：斉藤大和[6]
- 助成：文化庁文化芸術振興費補助金（映画創造活動支援事業）独立行政法人日本芸術文化振興会[1]
- 配給：ショウゲート[1][6]
- 製作プロダクション：ダブ[1][6]
- 製作幹事：U-NEXT[1][6]
- 製作：「アイミタガイ」製作委員会（U-NEXT、博報堂DYミュージック&ピクチャーズ、TCエンタテインメント、BS-TBS、ダブ、中日新聞社、ダイバーシティメディア）[1][6]